# Ђавоље сјеме
„Ђавоље сјеме” је југословенска телевизијска серија снимљена 1979. године у продукцији ТВ Загреб.

## Епизоде
| Сезона | Епизода | Назив | Датум              |
| ------ | ------- | ----- | ------------------ |
| 1      | 1       | /     | 19. фебруара 1979. |
| 1      | 2       | /     | 26. фебруара 1979. |

## Улоге
| Глумац             | Улога                                         |
| ------------------ | --------------------------------------------- |
| Иво Грегуревић     | Павле (2 еп. 1979)                            |
| Свен Ласта         | Бенгали-Непознати-Усташки сатник (2 еп. 1979) |
| Миодраг Кривокапић | Јаков (2 еп. 1979)                            |
| Едо Перочевић      | (2 еп. 1979)                                  |
| Ратко Буљан        | (2 еп. 1979)                                  |
| Вера Зима          | Ета (2 еп. 1979)                              |
| Бранка Цвитковић   | (2 еп. 1979)                                  |
| Васја Ковачић      | (2 еп. 1979)                                  |
| Борис Михољевић    | (2 еп. 1979)                                  |
| Бранко Супек       | (2 еп. 1979)                                  |
| Винко Краљевић     | (2 еп. 1979)                                  |
| Мато Ерговић       | (1 еп. 1979)                                  |
| Марија Шекелез     | (1 еп. 1979)                                  |
| Јосип Мароти       | (1 еп. 1979)                                  |
| Рикард Брзеска     | (1 еп. 1979)                                  |
| Илија Ивезић       | (1 еп. 1979)                                  |
| Божидар Тракић     | (1 еп. 1979)                                  |
| Драго Бахун        | (1 еп. 1979)                                  |

 Остале улоге  ▼
| Глумац              | Улога        |
| ------------------- | ------------ |
| Жужа Егрени         | (1 еп. 1979) |
| Нада Абрус          | (1 еп. 1979) |
| Александар Грунбаум | (1 еп. 1979) |
| Недим Прохић        | (1 еп. 1979) |
| Петар Добрић        | (1 еп. 1979) |

Комплетна ТВ екипа  ▼
| Редитељ              | Ванча Кљаковић | (2 еп. 1979) |
| Сценариста           | Зора Дирнбах   | (2 еп. 1979) |
| Сценариста           | Ванча Кљаковић | (2 еп. 1979) |
| Композитор           | Алфи Кабиљо    | (2 еп. 1979) |
| Директор фотографије | Драгутин Новак | (2 еп. 1979) |